# Vivian Wu
Vivian Wu (鄔君梅, pinyin: Wū Jūnméi) (født 5. februar 1966 i Shanghai) er en kinesiskfødt amerikansk skuespiller. 
Wu blev kåret som en af verdens smukkeste kvinder i 1990 af People Magazine.
Hun har haft en af hovedrollerne i den danske film Kinamand.

## Filmografi
- Shanghai Red (2006)
- Eve and the Fire Horse (2005)
- Kinamand (2005)
- Mei ren yi jiu (2004)
- Encrypt (2003)
- Roses Are Red (2000)
- Dinner Rush (2000)
- 8½ Women (1999)
- Blindness (1998)
- The Legend of Pig Eye (1998)
- The Soong Sisters (1997) – Soong May-ling
- The Pillow Book (1996) – Nagiko
- Woman Rose (1996)
- Vanishing Son (TV) (1994)
- The Joy Luck Club (1993)
- Teenage Mutant Ninja Turtles III (1993) – Mitsu
- Heaven & Earth (1993)
- The Guyver (1991) – Mizuki Segawa
- Shadow of China (1990)
- Iron & Silk (1990)
- Den sidste kejser (1987) – Wen Hsiu